# John Golden
John Golden (Cidade de Nova Iorque, Nova Iorque, 27 de junho de 1874 – Bayside, Nova Iorque, 17 de junho de 1955) foi um compositor musical, autor, diretor e produtor teatral estadunidense.

## Biografia

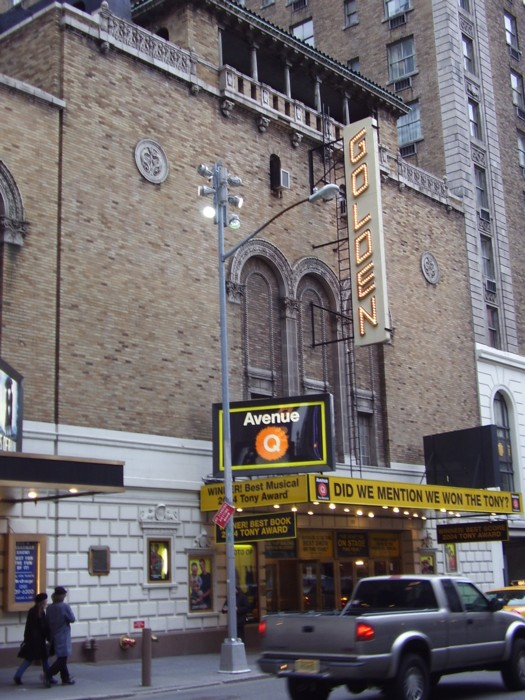
John Golden Theatre

Fundador do Stage Door Canteen e do Stage Relief Fund, Golden foi compositor musical ("Poor Butterfly"), autor, ator, diretor e produtor teatral educado na New York University. Pretendia estudar Direito, mas enquanto estava produzindo peças na universidade, mudou de ideia.
Golden trabalhou como repórter antes de se tornar um produtor teatral; além de produzir as peças da Broadway (no antigo Theatre Masque) "Susan and God", "Turn to the Right", "Three Wise Fools", "Lightnin”, "The First Year", "Seventh Heaven", "Counselor-at-Law", "When Ladies Meet", "As Husbands Go", "Let Us Be Gay", "Claudia" e "Skylark", compôs para a Broadway a partitura musical para "The Candy Shop", "Over the River", "Hip, Hip, Hooray!", "The Big Show", "Cheer Up", e "Everything". Seu principal colaborador musical foi Raymond Hubbell, e suas outras composições populares incluem "Goodbye Girls, I'm Through" (do musical de 1914 Chin‐Chin), "Willie Off the Yacht", "I'm Growing Fond of You", "Your Heart Looked Into Mine", "I Can Dance With Everybody but My Wife", e "You Can't Play Every Instrument in the Band". Para o The Big Show, um espetáculo de 1916, compôs “Poor Butterfly”.
Em 1926 ele construiu o "John Golden Theatre", mas perdeu-o durante a Grande Depressão. Mais tarde, comprou o "Masque Theatre" e o renomeou. Escreveu também uma autobiografia, “Stagestruck”.
Produziu ativamente para a Broadway desde o início dos anos 1900 até o dia de sua morte, de ataque cardíaco, quando ainda estava produzindo 2 peças, em 1955. Era conhecido, também, como John L. Golden.

## Obras principais
Poor Butterfly (composição musical)
- Great Women Singers of the 20th Century: Sarah Vaughan (2005) ("Poor Butterfly") (não-creditado)
- Hollywood Ending (2002) ("Poor Butterfly", de 1916)
- The Astronaut's Wife (1999) ("Poor Butterfly")
- Metro (1997) ("Poor Butterfly ")
- Bullets Over Broadway (1994) ("Poor Butterfly")
- Chaplin (1992) ("Poor Butterfly")
- Working Girl (1988) ("Poor Butterfly ")
- Thoroughly Modern Millie (1967) ("Poor Butterfly" (não-creditado))
- Penny Serenade (1941) ("Poor Butterfly")
- The Dawn Patrol (1938) ("Poor Butterfly" (1916) (não-creditado)

Peças
- Strange Experiment (1937) (peça "Two Worlds")
- Her First Mate (1933) (peça "Salt Water")
- After Tomorrow (1932) (peça)
- The Girl in the Show (1929) (peça "Eva the Fifth")

Produção
- Turn to the Right (1916)
- Three Wise Fools (1918)
- Lightnin' (1918)
- The Saphead (1920)
- The First Year (1920)
- Thank You (1925)
- The Wisdom Tooth (1926)
- Let Us Be Gay (1929)
- That's Gratitude (1930)
- As Husbands Go (1931)
- Those We Love (1932)
- The Bishop Misbehaves (1935)
- Susan and God (1937)
- Skylark (1939)
- Claudia (1941)

Direção e produção
- Seventh Heaven (1922)

ele mesmo
- "The Ed Sullivan Show" (1 episódio, 1949, cantor e pianista)

## John Golden no Brasil
- Sétimo Céu (Seventh Heaven), volume 39 da Coleção Biblioteca das Moças, da Companhia Editora Nacional. Apesar de, na época, Sétimo Céu ter sido publicado sob o nome John Golden, na verdade Golden foi o diretor e o produtor de Seventh Heaven, peça que havia sido escrita em 1922, por Austin Strong[4], e que foi filmada: em 1927 e 1937..